# 架子台泡
架子台泡是一个位于中国吉林省洮南县的湖泊，面积约为5.4平方千米，平均水深约为3米。